# Russula inamoena
Russula inamoena är en svampart som beskrevs av Sarnari 1994. Russula inamoena ingår i släktet kremlor och familjen kremlor och riskor.   Inga underarter finns listade i Catalogue of Life.